# Hojo Tokiuji

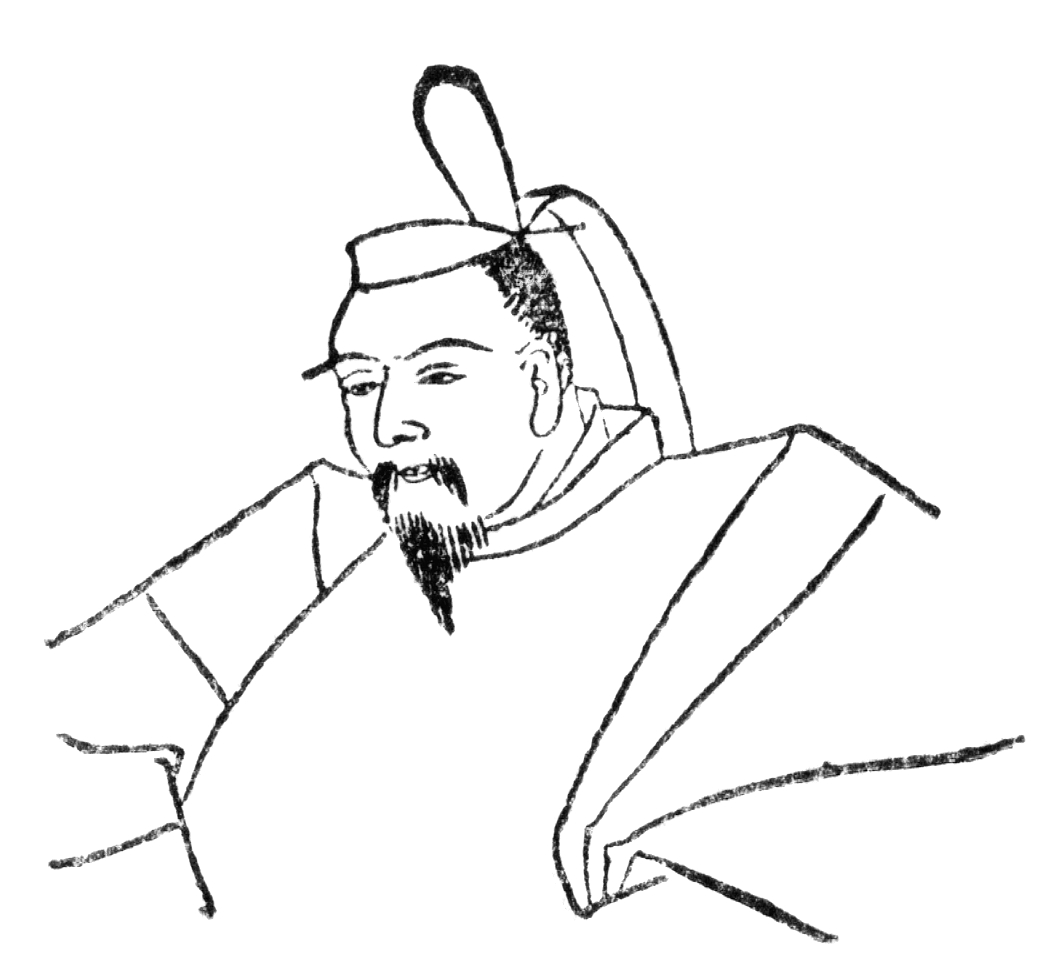
Hōjō Tokiuji

Hojo Tokiuji (Japans: 北条 時氏) (1203 - 1230) van de Hojo-clan was de oudste zoon van de derde shikken (regent) van het Japanse Kamakura-shogunaat, Hojo Yasutoki. Hij was de vader van Tsunetoki en Tokiyori. 
Tokiuji was de tweede kitakata rokuhara tandai (hoofd binnenlandse veiligheid te Kioto) van 1224 tot 1230. Hij volgde zijn vader op, de eerste kitakata rokuhara tandai, die dat jaar shikken werd.
Het werd verwacht dat Tokiuji zijn vader op zou volgen als shikken (regent). Hij werd echter ziek tijdens zijn verblijf te Kioto als Rokuhara Tandai.
Zijn vrouw Matsushita Zenni stond bekend om haar wijsheid.